# Mursia zarenkovi
Mursia zarenkovi is een krabbensoort uit de familie van de Calappidae. De wetenschappelijke naam van de soort is voor het eerst geldig gepubliceerd in 1998 door Galil & Spiridonov.